# Hábito religioso

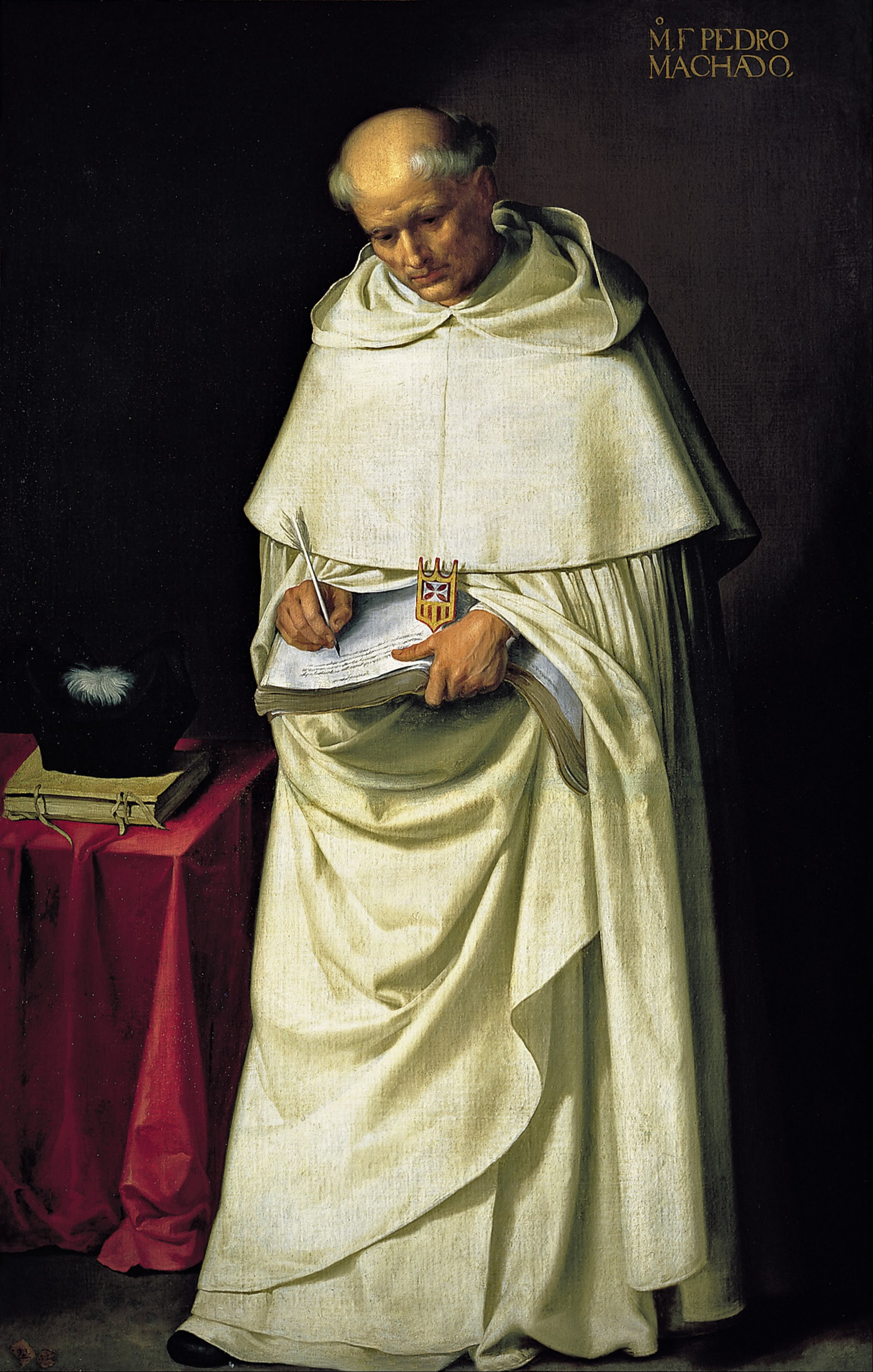
Un Fraile Mercedario con hábito religioso, por Zurbarán.

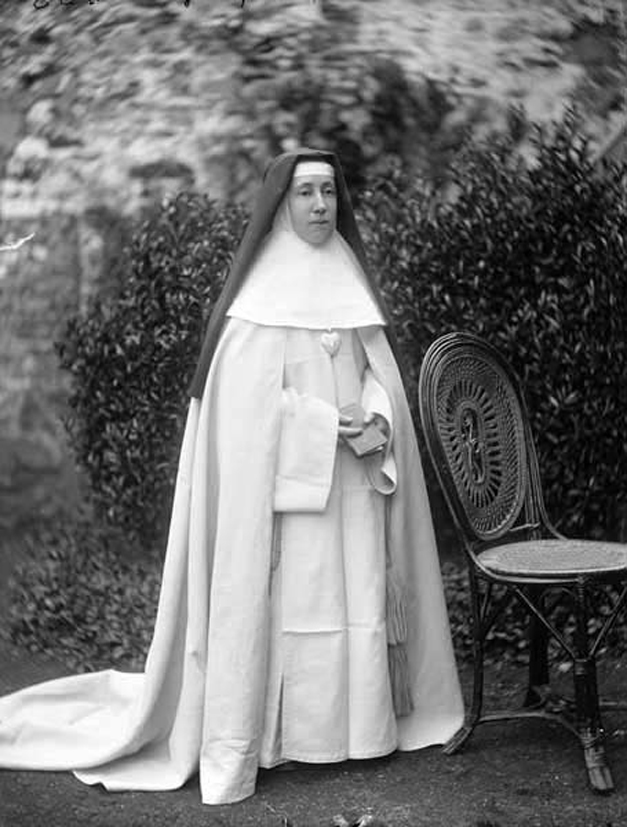
Una Hermana del Buen Pastor con el hábito religioso de su congregación.

El hábito religioso es una vestidura usada por las órdenes y congregaciones religiosas.
El hábito religioso proviene del que usaban en la sociedad civil los cristianos de los primeros siglos compuesto de túnica y manto o capa. Reducido este traje civil a la mayor sencillez, constituyó el hábito de las personas que se consagraban aisladamente a la vida ascética en el retiro y aun se prescindió de manto (distintivo de los filósofos) en la vida doméstica u ordinaria. Al abrazar los solitarios la vida común reunidos en los monasterios ya desde el siglo IV y sobre todo, al establecerse con más regularidad la vida monacal bajo la regla de San Benito en el VI, quedó constituido el hábito religioso o regular de los monjes con las siguientes piezas:
- la túnica o hábito propiamente dicho que es la vestidura talar de lana
- el escapulario (con capuchón para la cabeza) a modo de banda que cubre los hombros y pende por delante y por detrás, recuerdo del paño que antes solían ponerse sobre los hombros para llevar las cargas
- la correa o cíngulo para sujetar la túnica sobre todo en las marchas y el trabajo
- la cogulla, amplia túnica provista de grandes mangas y de capuchón que se lleva en determinadas funciones vistiéndola sobre las demás piezas y que parece provenir de la pénula viatoria o del capote de los campesinos.

El color del hábitos monacales era por lo común, el negro oscuro desde sus principios. Pero los cistercienses que datan del siglo XII lo adoptaron blanco para sus coristas y sacerdotes de donde les vino el nombre de benedictinos de hábito blanco. Asimismo, los cartujos de la misma época quienes llevan el escapulario muy amplio y trabado lateralmente.

## Hábito de los clérigos
Es cosa probada que, en los cinco primeros siglos de la Iglesia, los eclesiásticos no usaron un hábito diferente por la forma o el color del vestido de los demás fieles. Solamente se los distinguía entonces por su cabellera más corta y modesta que la de los seglares. Cuando se formaron los monasterios en Oriente, se vio por primera vez diferencia en el traje de los monjes. Estos santos solitarios, ya por evitar gasto o más bien por humildad y por huir del lujo de los vestidos seculares, se cubrieron con un largo manto cerrado y tosco que los tapaba a la vez el cuello y los hombros: se llamaba este manto man forte. 
Los clérigos seculares no tenían los mismos motivos para hacerse tan despreciables a los ojos del pueblo entre quien tenían que vivir; así pues, continuaron vistiéndose modestamente sin afectar en su traje un excesivo esmero ni tampoco negligencia. Después, habiendo sido elevados muchos monjes desde la soledad del claustro a la dignidad del episcopado, conservaron los hábitos y el modo de vivir de sus monasterios. Se citan como ejemplo san Martín, obispo de Tours, Fausto, abad de Lerins, y San Germán de Auxerre. Este último, sin haber sido monje, quiso imitar toda la austeridad de tal durante su episcopado: en invierno y en verano vestía una cogulla y una túnica que ocultaba un cilicio. El papa Celestino no aprobó esta reforma que llamaba innovación supersticiosa, y así lo escribió en el año 428 a los obispos de Narbona y de Viena. Se quejaba de que los obispos usasen un manto y un ceñidor en vez de los hábitos ordinarios que eran la túnica y la toga romana. Decía que Jesucristo solamente había prescrito a sus discípulos la castidad al decirles que se ciñeran los lomos y que el obrar así era injuriar a los primeros obispos de la Iglesia que no se vistieron con semejante afectación: 

Unde hic habitus in Ecclesiis gallicanis, ut tot annorum tantorumque pontificum in alterum habitum consueludo verlatur, etc., nam si incipiamus studere novitati, traditum nobis á patribus ordinem, calcebimus ut locum supervacuis superstitionibus faciamus.

La carta del papa Celestino pudo tener justos motivos pero no produjo efecto alguno. La vida de los discípulos de San Martín y de los solitarios de Lerins había inspirado en las Galias gran veneración hacia los monjes y hacia su profesión. El pueblo tenía un gran respeto a este hábito de penitencia y el obispo se hacía más respetable vestido con el traje de la humildad religiosa.
El uso de estos hábitos monásticos y despreciables pasó de los obispos a los clérigos inferiores, como lo prueba la misma carta del Papa Celestino; pero no se distinguieron los clérigos generalmente por el traje hasta el siglo sexto, época en que se verificó la invasión de los bárbaros del norte y los seglares abandonaron el hábito talar, conservándole los clérigos. En efecto, hasta este tiempo no se verificaron todos los diferentes concilios que hicieron cánones relativamente al hábito de los clérigos. El Concilio de Agda, después de hablar de la tonsura, habla del hábito de los clérigos y manda observar en él la misma modestia que en aquella. El primer Concilio de Macón prohíbe a los clérigos el uso de vestidos seglares, sobre todo militares y llevar armas bajo pena de prisión y de treinta días de ayuno a pan y agua. Sería demasiado prolijo repetir los cánones que en diferentes concilios han hecho sobre esté asunto, ya más o menos análogos, diferentes y aun opuestos según el gusto y las costumbres de los tiempos y países, de tal manera que nada hay en esto de exacto y terminante. El Concilio de Trento, exigió que los clérigos lleven el hábito clerical. Los de Narbona de 1531, de Burdeos de 1553, y de Milán, prohíben a los clérigos gastar seda, camisas plegadas y bordadas en los brazos y en el cuello; mandan usar el color negro y solo exceptúan de esta regla a los prelados que por su dignidad están obligados a usar hábitos de otro color. Prohíben asimismo los solideos, sotanillas, las capas cortas y el llevar luto por los parientes, cosas todas que el uso ha hecho canónicas, por decirlo así. La sotana es también la que el Concilio de Trento manda usar a los eclesiásticos bajo ciertas penas.
El papa Sixto V publicó en 1588, con arreglo a este decreto del concilio y a todos los antiguos cánones que prohíben a los clérigos el lujo en el traje, una bula que empieza por Saerosandam, en la cual manda a los clérigos llevar el hábito clerical bajo la pena da privación de su beneficio ipso facto si desobedecían en un plazo determinado. Un clérigo que por pobreza suma no tuviese sotana, así como el que no llevase tonsura por razón de enfermedad, igual que el que tuviera precisión de disfrazarse en cualquier peligro, no merecerían estas penas. Yendo de viaje se permitía a los clérigos llevar hábitos más cortos, vestes breviores.
Según el Análisis de los concilios del Padre Ricardo, se cuentan hasta trece concilios generales, dieciocho papas, ciento cincuenta concilios provinciales y más de trescientos sínodos que han ordenado a los clérigos el uso de hábito talar.
Advierte Luis Tomasino que aunque antes del Concilio de Trento no había ninguna ley que prescribiese el color negro, ya el uso lo había establecido hacía mucho tiempo.